# Sikosaari (ö i Södra Savolax, S:t Michel, lat 61,60, long 27,34)
Sikosaari är en ö i Finland. Den ligger i sjön Ukonvesi och i kommunen Sankt Michel i den ekonomiska regionen  S:t Michel och landskapet Södra Savolax, i den södra delen av landet, 200 km nordost om huvudstaden Helsingfors. Öns area är 3,5 hektar och dess största längd är 310 meter i sydöst-nordvästlig riktning.